# Hrabstwo Independence
Hrabstwo Independence – hrabstwo w Stanach Zjednoczonych, w stanie Arkansas. Założone 20 października 1820. Według danych z 2000 roku, hrabstwo zamieszkiwało 34233 osób.  Hrabstwo należy do nielicznych hrabstw w Stanach Zjednoczonych należących do tzw. dry county, czyli hrabstw gdzie decyzją lokalnych władz obowiązuje całkowita prohibicja.

## Miejscowości
- Batesville
- Cave City
- Cushman
- Magness
- Moorefield
- Newark
- Oil Trough
- Pleasant Plains
- Sulphur Rock